# Pobrđe (Novi Pazar)
Pobrđe (Servisch cyrillisch Побрђе) is een plaats in de Servische gemeente Novi Pazar. De plaats telt 2176 inwoners (2002).